# 소로리티 보이즈
소로리티 보이즈(Sorority Boys)는 미국에서 제작된 월레스 우로다스키 감독의 2002년 코미디 영화이다. 배리 왓슨 등이 주연으로 출연하였고 래리 브레즈너 등이 제작에 참여하였다.

## 출연

### 주연
- 배리 왓슨
- 마이클 로젠바움
- 할랜드 윌리암스

### 조연
- 멜리사 세이지밀러
- 헤더 마타라조
- 닉키 마틴

## 제작진
- 미술: 에드워드 T. 맥어보이
- 의상: 멜린다 에쉘먼